# 센간엔
센간엔(仙巌園)은 일본 가고시마현 가고시마시에 위치하고 있는 구 시마즈씨족 영지에 딸려 있는 정원이다. 인접한 쇼코 슈세이칸과 함께 유네스코 세계문화유산의 하나인 메이지 일본의 산업혁명유산 제철·제강, 조선, 석탄 산업에 속해 있는 정원이기도 하다.

## 주변 도로
- 국도 제10호선

## 같이 보기
- 일본의 세계유산